# سیسلا بوک
سیسلا بوک (به انگلیسی: Sissela Bok؛ ۲ دسامبر ۱۹۳۴) فیلسوف و اخلاق‌شناس آمریکایی سوئدی‌الاصل، دختر دو برنده جایزه نوبل است: گونار میردال که با فردریش هایک در سال ۱۹۷۴ برنده جایزه اقتصاد شد، و آلوا میردال برنده جایزه صلح نوبل در سال ۱۹۸۲.

## زندگی
بوک در سال‌های ۱۹۵۷ و ۱۹۵۸ مدرک لیسانس و فوق لیسانس خود را در روان‌شناسی، از دانشگاه جورج واشینگتن، و در سال ۱۹۷۰ مدرک دکترای خود در رشته فلسفه را از دانشگاه هاروارد دریافت کرد. او استاد فلسفه در دانشگاه براندیس، عضو ارشد مدعو در مرکز هاروارد برای مطالعات جمعیت و توسعه، در دانشکده بهداشت عمومی هاروارد بوده‌است.
سیسلا بوک با درک بوک، رئیس سابق دانشگاه هاروارد (۱۹۷۱ – ۱۹۹۱، موقت ۲۰۰۶ – ۲۰۰۷) ازدواج کرده‌است. دخترش هیلاری بوک نیز فیلسوف است. برادرش جان میردال نیز نویسنده و روزنامه‌نگار سیاسی بود.
بوک در سال ۱۹۷۸ جایزه اورول را برای کتاب «دروغ‌گویی: انتخاب اخلاقی در زندگی عمومی و خصوصی» دریافت کرد. و در ۲۴ آوریل ۱۹۹۱ جایزه شجاعت وجدان را «به‌دلیل مشارکت در راهبردهای صلح‌آمیز طبق سنت مادرش» دریافت کرد.

## آثار
- «دروغ‌گویی: انتخاب اخلاقی در زندگی عمومی و خصوصی» (کتاب‌های پانتئون، ۱۹۷۸؛ نسخه‌های جلد شومیز قدیمی، ۱۹۷۹، ۱۹۸۹، ۱۹۹۹).
- «اسرار: در مورد اخلاق پنهان‌کاری و مکاشفه» (کتاب‌های پانتئون، ۱۹۸۲؛ نسخه‌های شومیز قدیمی، ۱۹۸۴، ۱۹۸۹).
- «استراتژی برای صلح: ارزش‌های انسانی و تهدید جنگ» (کتاب‌های پانتئون، ۱۹۸۹؛ نسخه شومیز قدیمی، ۱۹۹۰).
- «آلوا میردال: خاطرات یک دختر» (ادیسون-وسلی، ۱۹۹۱؛ نسخه شومیز ۱۹۹۲).
- «ارزش‌های مشترک» (انتشارات دانشگاه میسوری، ۱۹۹۵؛ نسخه شومیز ۲۰۰۲).
- «ضرب و شتم: خشونت به‌مثابه سرگرمی عمومی» (پرسیوس، ۱۹۹۸؛ نسخه شومیز ۱۹۹۹).
- «اتانازی و خودکشی به کمک پزشک»، با جرالد دورکین و ری فری (انتشارات دانشگاه کمبریج، ۱۹۹۸).
- «کاوش در شادی: از ارسطو تا علم مغز» (انتشارات دانشگاه ییل، ۲۰۱۰).[۶]